# Apio Claudio Ruso
Apio Claudio Ruso  (m. 268 a. C.) fue un político romano del siglo III a. C. perteneciente a una rama patricia de la gens Claudia, hijo mayor de Apio Claudio el Ciego. Obtuvo el consulado en el año 268 a. C. Murió en el ejercicio de su cargo.